# 岸本葉子
岸本 葉子（きしもと ようこ、1961年6月26日 - ）は、日本のエッセイストである。本名、下田昌子。「岸本葉子」は、最初の作品『クリスタルはきらいよ』のヒロイン名から取ったペンネームである。NHK中央放送番組審議会副委員長。淑徳大学客員教授。日本銭湯文化協会理事。

## 経歴
神奈川県鎌倉市出身。神奈川県立湘南高等学校卒業。1984年東京大学教養学部教養学科相関社会科学専攻卒業後、東邦生命保険相互会社に入社。就職体験を綴った『クリスタルはきらいよ』を在職中に出版、ドラマ化もされる。その後、退社して中国の北京外国語学院に留学。帰国後、文筆生活に入り、数多くのエッセイ集を出版。2001年には虫垂癌と診断され、その手術・治療体験を2003年に『がんから始まる』として著した。その後も積極的な文筆活動を展開し、ガン克服キャンペーンにも参加している。2010年代以降は俳句に関する著書も多い。2014年淑徳大学客員教授。
祖父は女子教育家の下田次郎、伯父は下田武三。

## 著書

### 1980-90年代
- 『クリスタルはきらいよ』（1985年、泰流社)
- 『微熱の島 台湾』（1989年、凱風社）のち朝日文庫
- 『なまいき始め 9to5にさよなら』（1990年、日之出出版）のち講談社文庫
- 『ボーダーを歩く』（1990年、コスモの本）「異国の見える旅」と改題、小学館文庫
- 『さよならニナーダ－サハリンに残された人々』（1990年、凱風社）
- 『今夜もパジャマトーク』（1991年、ファラオ企画）
- 『わたしの旅はアジアから』（1991年、文藝春秋）「よい旅を、アジア」講談社文庫
- 『禁じられた島へ－国後・色丹への旅』（1992年、凱風社）のち光文社文庫
- 『女が結婚したいと思うわけ』（1992年、大和出版）「それでもしたい！？結婚」講談社文庫
- 『やっぱり、ひとりが楽でいい』（1994年、講談社）のち講談社+α文庫
- 『近ごろの無常』（1994年、マガジンハウス）「幸せな朝寝坊」講談社文庫
- 『留守電のもんだい』（1995年、PHP研究所）「女は生きるひとのためならず」講談社＋α文庫
- 『自分で自分を楽しませる知的な生活』（1996年、講談社）「お金のいらない快適生活入門」講談社＋α文庫
- 『30前後、やや美人』（1996年、読売新聞社）のち文春文庫
- 『旅はお肌の曲がり角』（1996年、実業之日本社）講談社文庫
- 『夕方、ハルピン駅で』（1996年、NTT出版）
- 『家にいるのが何より好き』（1997年、文藝春秋）のち文庫
- 『三十女のおいしい暮らし』（1997年、講談社）「三十過ぎたら楽しくなった」文庫
- 『アジア発、東へ西へ』講談社文庫オリジナル、1998
- 『つかず離れず、猫と私』（1998年、文藝春秋）「女の分かれ目」中公文庫
- 『家もいいけど旅も好き』（1998年、河出書房新社）のち講談社文庫
- 『結婚しても、しなくても』（1999年、マガジンハウス）のち三笠書房知的生きかた文庫
- 『本はいつでも友だちだった』（1999年、ポプラ社）「本だからできること」と改題、「読む少女」と改題して角川文庫
- 『ふわっとブータン、こんにちは』（1999年、NTT出版）「ブータン幸せ旅ノート」角川文庫

### 2000年代
- 『ちょっとのお金で気分快適な生活術』（2000年、講談社+α新書）
- 『マンション買って部屋づくり』（2000年、文藝春秋）のち文庫
- 『恋もいいけど本も好き』（2000年、講談社）「本がなくても生きてはいける」文庫
- 『もうすぐ私も四十歳』（2000年、小学館）「四十になるって、どんなこと？」講談社文庫
- 『私の居場所はここにある』（2000年、マガジンハウス）「やっと居場所が見つかった」文春文庫
- 『実用書の食べ方』（2000年、晶文社）
- 『炊飯器とキーボード』講談社文庫オリジナル、2001
- 『本棚からボタ餅』（2001年、中央公論新社）のち文庫
- 『若くなくても、いいじゃない』（2001年、小学館）「40前後、まだ美人？」文春文庫
- 『目指せ!「大人の女」』（2002年、PHP研究所）
- 『女の底力、捨てたもんじゃない』（2002年、講談社）のち文庫
- 『おしゃれ魂』光文社知恵の森文庫、2002
- 『ひとり暮らしのおいしいキッチン歳時記』（2002年、PHPエル新書）
- 『「和」の旅、ひとり旅』小学館文庫オリジナル、2002
- 『幸せまでもう一歩』（2003年、中央公論新社）のち文庫
- 『わたしのひとり暮らし手帖』（2003年、大和書房）のち文春文庫
- 『がんから始まる』（2003年、晶文社）のち文春文庫
- 『パソコン学んでe患者』（2004年、晶文社）
- 『歳時記を生きる』（2004年、中央公論新社）「あれもこれもで12か月」文庫
- 『からだの事典』（2005年、清流出版）「からだのじてん」中公文庫
- 『岸本葉子の暮らしとごはん』（2005年、昭文社）
- 『食というレッスン』（2005年、小学館文庫オリジナル）
- 『楽で元気な人になる』（2006年、中公文庫オリジナル）
- 『四十でがんになってから』（2006年、講談社）のち文春文庫
- 『ぼんやり生きてはもったいない』（2006年、中央公論新社）のち文庫
- 『40代からはつらつと生きるために』（2006年、角川学芸出版）『おひとりさまのはつらつ人生手帖』角川文庫
- 『そろそろ旅へモンゴルのおすそわけ』（2007年、東京書籍）
- 『40代のひとり暮らし』（2007年、ミスター・パートナー）
- 『刺激的生活』（2007年、潮出版社）「いろんなものに、ハマってきました」中公文庫
- 『がんから5年　「ほどほど」がだいじ』（2007年、文藝春秋）のち文庫
- 『からだに悪い?』（2007年、中央公論新社）「まだまだ、したいことばかり」中公文庫
- 『女の旅じたく』角川学芸出版、2007　のち文庫
- 『キレイのために病院へ行こう－アンチエイジング体験記』小学館、2008
- 『はたらくわたし－エッセイストの仕事日記を公開』成美堂出版Sasaeru文庫、2008
- 『ちょっと古びたものが好き』バジリコ、2008　『わたしの週末なごみ旅』河出文庫
- 『岸本葉子の根菜ごはんのすすめ』昭文社、2008
- 『病を超えてーいのちの対話』中央公論新社、2008
- 『ゆる気持ちいい暮らし術』河出書房新社、2008　『ひとりを楽しむゆる気持ちいい暮らし』河出文庫
- 『自問自答』潮出版社、2008　『欲ばらないのがちょうどいい』中公文庫
- 『週末ゆる散歩』東京書籍、2009　『わたしの週末なごみ旅』河出文庫
- 『買おうかどうか』双葉社、2009　のち文庫

### 2010年代
- 『俳句、はじめました』角川学芸出版、2010　のち文庫
- 『40代、ひとり時間、幸せ時間』ミスター・パートナー、2010
- 『「感じがいいね」と思われるお仕事マナー＆コツ59』成美文庫、2010
- 『エッセイ脳 800字から始まる文章読本』（中央公論新社、2010）　『エッセイの書き方-読んでもらえる文章のコツ 』　（中公文庫、2018）
- 『できれば機嫌よく生きたい』中央公論新社、2010　のち文庫
- 『わたしの和探し手帖』角川書店、2010
- 『空き家再生ツアー』講談社、2010（小説集）『人生の夕凪 古民家再生ツアー』(双葉文庫 2019
- 『ほどのよい快適生活術　食べる、着る、住む』河出書房新社、2011
- 『東京花散歩』亜紀書房､2011
- 『「こつこつ」と生きています』中央公論新社､2011
- 『買わずにいられる？』双葉社、2011　のち文庫
- 『「そこそこ」で生きましょう』中央公論新社、2012
- 『ちょっと早めの老い支度』オレンジページ、2012　のち角川文庫
- 『五十になるって、あんがい、ふつう』ミスター・パートナー　2013
- 『いのちの養生ごはん』（暮らしとごはん、根菜ごはん）中公文庫　2013
- 『もっとスッキリ暮らしたい　ためない心の整理術』佼成出版社　2013 のち文春文庫
- 『カートに入れる？』双葉社　2013　のち文庫
- 『俳句、はじめました　吟行修行の巻』KADOKAWA　2013
- 『幸せは97%で』中公文庫オリジナル　2014
- 『江戸の人になってみる』晶文社　2014
- 『生と死をめぐる断想』中央公論新社　2014
- 『昭和のほどよい暮らし』ＰＨＰ文庫　2015
- 『続　ちょっと早めの老い支度』オレンジページ　2015
- 『二人の親を見送って』中央公論新社　2015　のち文庫
- 『カフェ、はじめます』中央公論新社、2015年（長編小説）
- 『買い物の9割は失敗です』双葉社、2016　のち文庫
- 『きもちいい暮らしの哲学 もう家事でがんばらない!』海竜社、2016
- 『オトナの恋するトラベル スロウリィ クロアチア』主婦の友社、2016
- 『テーブルに何もない日　気持ちいい暮らしのスタイルブック』ミスター・パートナー、2016
- 『週末介護』晶文社、2016
- 『捨てきらなくてもいいじゃない？』中央公論新社、2016　のち文庫
- 『続々・ちょっと早めの老い支度』オレンジページ、2017
- 『575 朝のハンカチ 夜の窓』洋泉社、2017
- 『ひとり上手』海竜社、2017 のちだいわ文庫
- 『俳句で夜遊び、はじめました』朔出版、2017
- 『50代からしたくなるコト、なくていいモノ』中央公論新社、2017　のち文庫
- 『俳句、やめられません』小学館、2018
- 『50歳になるって、あんがい、楽しい。』大和書房 だいわ文庫、2018
- 『人生後半、はじめまして』中央公論新社、2019
- 『岸本葉子の「俳句の学び方」』NHK出版、2019
- 『ひとり老後、賢く楽しむ』文響社, 2019.7
- 『「捨てなきゃ」と言いながら買っている (買おうかどうか ; 5)』 双葉社, 2019.8

### 2020年代
- 『50代からの疲れをためない小さな習慣』佼成出版社, 2020.1
- 『50代、足していいもの、引いていいもの』中央公論新社, 2020.2
- 『ふつうでない時をふつうに生きる』中央公論新社，2020.12
- 『おとな世代の暮らし替え 今もだいじ、老後もだいじ。』金村知美監修. 海竜社, 2021.4
- 『つちふる 句集』角川文化振興財団, 2021.6
- 『モヤモヤするけどスッキリ暮らす』中央公論新社, 2022.1

### 共編著
- 横田濱夫共著『ひとり暮らしの人生設計』新潮OH！文庫、2000
- 渡辺葉共著』葉と葉子のふたりごと』清流出版、2003
- 内富庸介共著『がんと心』晶文社、2004
- アンソロジー編纂『女ひとりで想うこと、シングルっていいかも』光文社知恵の森文庫、2006
- 落合恵共著『毎日の暮らし歳時記』成美堂出版 2006
- 玄侑宗久共著『わたしを超えて－いのちの往復書簡』中央公論新社、2007
- 岸本葉子with HOPE★プロジェクト編著『ちょっとだけ凹んでいるあなたへ―希望の言葉を贈りあおう』清流出版、2007
- 岸本葉子with HOPE★プロジェクト編著『 凹んだって、だいじょうぶ―希望の言葉を贈りあおう 第2集』清流出版、2008
- 岸本葉子with HOPE★プロジェクト編著『希望の言葉を贈りあおう 第3集』清流出版、2010
- 吉沢久子共著『ひとりの老後は大丈夫？』清流出版､2011　のち文春文庫
- 『岸本葉子×石井あすか 50代からのもう悩まない着こなしのコツ』主婦の友社 2017
- 『あるある!お悩み相談室「名句の学び方」 (NHK俳句) 岸本尚毅共著. NHK出版, 2021.1
- 樋口恵子共著『90歳、老いて ますます日々新た』柏書房、2023年

### 翻訳
- 『何もしない贅沢』（ヴェロニク・ヴィエン）光文社、2002
- 『自分らしく生きる贅沢』（ヴィエン）光文社、2002
- 『年齢を重ねる贅沢』（ヴィエン）光文社、2003
- 『ファティマの幸運』（ジョーン&ジェリー・ドリアンスキー）小学館、2004 のち文庫

## 出演
- Changeの瞬間 〜がんサバイバーストーリー〜（2022年12月25日・2023年1月1日、朝日放送ラジオ）[7]